# Clara Hughes
Pour les articles homonymes, voir Hughes.
Clara Hughes, née le 27 septembre 1972 à Winnipeg dans la province du Manitoba, est une patineuse de vitesse et une cycliste canadienne. Elle a abandonné sa carrière cycliste en 2003 mais a fait son retour à la compétition en 2010 et a pris part aux Jeux olympiques de Londres en 2012. Pour son palmarès olympique et son action humanitaire, elle a été décorée de l'Ordre du Manitoba, la plus haute distinction de la province du Manitoba, et de l'Ordre du Canada, la plus haute distinction civile remise au Canada.
Elle a participé, en cyclisme, aux Jeux Olympiques d'été de 1996 à Atlanta où elle décroche deux médailles de bronze.  Elle est aussi des Jeux de 2000 à Sydney et 2012 à Londres.
Elle fait également partie de l'équipe canadienne de patinage de vitesse longue piste aux Jeux Olympiques d'hiver de 2002 à Salt Lake City. Elle obtient la médaille de bronze sur 5 000 m. Elle devient ainsi la première athlète du Canada à avoir remporté des médailles aux Jeux olympiques d'été et d'hiver.  Trois autres athlètes avant elle avaient réussi cette performance : l'Américain Edward Eagan, le Norvégien Jacob Tullin Thams et l'Allemande Christa Luding.  Depuis, Lauryn Williams et Eddy Alvarez ont réédité l'exploit.
Quatre ans plus tard, aux Jeux olympiques de Turin 2006, Clara Hugues remporte la médaille d'or sur 5 000 m en patinage de vitesse et est aussi médaillée d'argent à la poursuite par équipe.  Enfin, en 2010 à Vancouver où elle était à 37 ans, la porte-drapeau de la délégation canadienne, elle participe une dernière fois à la course de 5 000 m et y récolte le bronze.
En dehors des Jeux d'été 2000 et de 2012, elle est revenue médaillée de toutes les autres éditions qu'elle a disputé.
Elle a remporté six médailles olympiques en tout, ce qui la classe, en nombre de médailles, parmi les quatre plus grands olympiens canadiens. Avec ses deux médailles de bronze en cyclisme sur route, un en or, une en argent et deux en bronze en patinage de vitesse, Clara Hughes est aussi la seule multi-médaillée hiver et été, tous sexes confondus.
Après les Jeux d'hiver de 2010, elle se consacre uniquement à sa carrière de coureuse cycliste et ne participe plus aux épreuves de patinage de vitesse.

## Carrière

### Saison 2012 en cyclisme

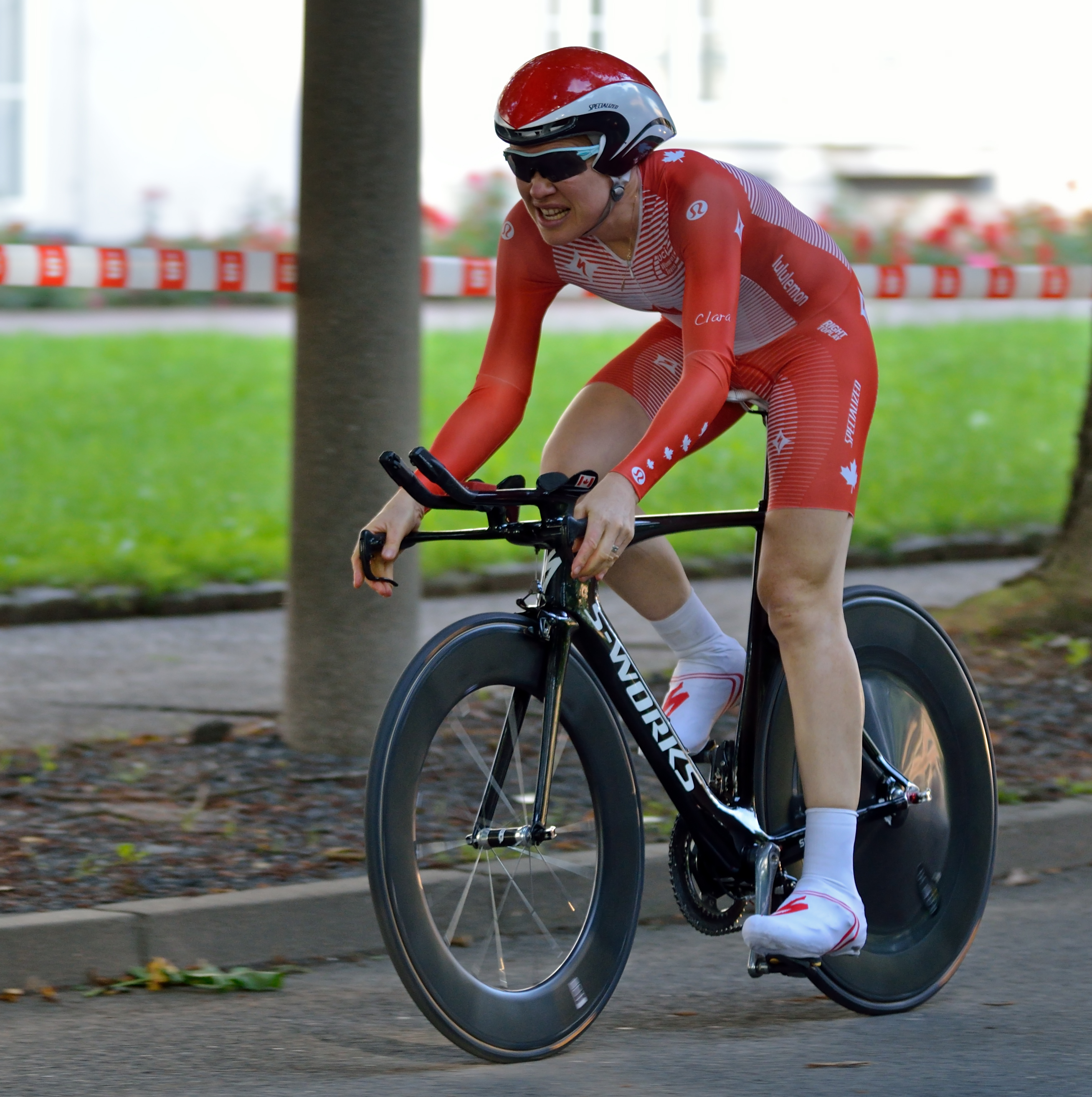
Aux Jeux olympiques de Londres.

En 2012, elle décide de s'engager avec l'équipe cycliste Specialized-Lululemon. À la San Dimas Stage Race, Clara Hughes est deuxième du contre-la-montre en côte inaugural, battue par Kristin Armstrong. Le lendemain, le classement est le même sur la deuxième étape. Clara Hughes termine deuxième du classement général final. Sur l'Energiewacht Tour, Clara Hughes est deuxième du premier contre-la-montre. L'équipe gagne également le contre-la-montre par équipe de l'étape 4a,. Dans la Flèche wallonne, Clara Hughes est présente dans l'échappée matinale ce qui permet à sa coéquipière Evelyn Stevens d'économiser ses forces et de s'imposer. Elle termine huitième de l'épreuve,,. Elle prend la troisième place du contre-la-montre du Circuit de Borsele. Elle gagne le Chrono Gatineau. Elle termine troisième de l'Exergy Tour,. Elle remporte le titre de championne du Canada contre-la-montre. Elle participe aux Jeux olympiques où elle termine cinquième du contre-la-montre,.

## Palmarès en patinage

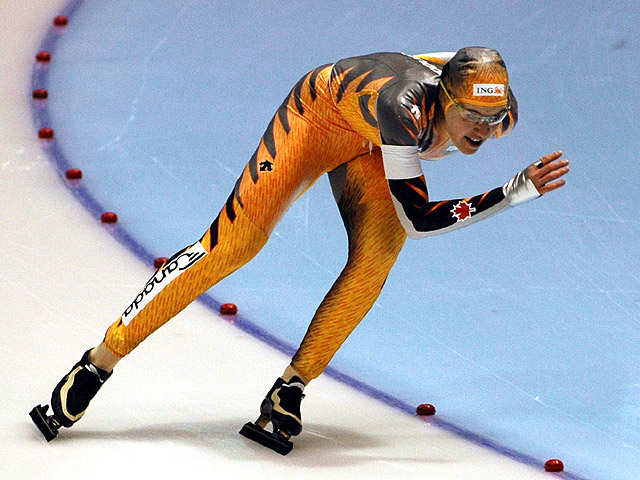
Clara Hughes en 2007.

### Jeux olympiques
- Jeux olympiques d'hiver de 2002 à Salt Lake City
  -  Médaillée de bronze sur 5 000 m.
- Jeux olympiques d'hiver de 2006 à Turin 
  -  Médaillée d'or sur 5 000 m
  -  Médaillée d'argent à la poursuite par équipe.
- Jeux olympiques d'hiver de 2010 à Vancouver 
  -  Médaillée de bronze sur 5 000 m.

### Championnats du monde
- Berlin 2003
  -  Médaillée d'argent sur 5 000 m.
- Séoul 2004
  -  Médaillée d'or sur 5 000 m.
- Inzell 2005
  -  Médaille d'argent en poursuite par équipes.
  -  Médaillée de bronze sur 5 000 m.
- Nagano 2008
  -  Médaillée d'argent sur 5 000 m.
- Vancouver 2009
  -  Médaillée d'argent sur 5 000 m.

## Palmarès en cyclisme

### Cyclisme sur route
- 1992
  -  Championne du Canada sur route
- 1993
  - 2e du championnat du Canada sur route
- 1994
  - Women's Challenge
  - 3e du championnat du Canada sur route
- 1995
  -  Championne du Canada du contre-la-montre
  - Liberty Classic
  -  Médaillée d'argent du championnat du monde du contre-la-montre
  -  Médaillée d'argent sur route aux Jeux panaméricains
  -  Médaillée de bronze du contre-la-montre aux Jeux panaméricains
- 1996
  -  Médaillée de bronze sur route aux Jeux olympiques d'Atlanta
  -  Médaillée de bronze du contre-la-montre aux Jeux olympiques d'Atlanta
- 1998
  - Sea Otter Classic
  - 2e étape Canberra Women's Classic
- 1999
  -  Championne du Canada sur route
  -  Championne du Canada du contre-la-montre
- 2000
  -  Championne du Canada du contre-la-montre
  - 5e dernière du Redlands Bicycle Classic
- 2002
  -  Médaillée d'or du contre-la-montre aux Jeux du Commonwealth
  -  Médaillée de bronze de la course aux points aux Jeux du Commonwealth
  - 3e du Tour du Grand Montréal
- 2003
  -  Médaillée d'argent du contre-la-montre aux Jeux panaméricains
- 2011
  -  Médaillée d'or de la course en ligne des championnats panaméricains
  -  Médaillée d'or du contre-la-montre des championnats panaméricains
  -  Championne du Canada contre-la-montre
  - Tour of the Gila
  - Chrono Gatineau
  - 5e du championnat du monde du contre-la-montre
- 2012
  -  Championne du Canada du contre-la-montre
  - Chrono Gatineau
  - 2e du championnat du Canada sur route
  - 8e de la Flèche wallonne féminine (Cdm)
  - 5e du contre-la-montre des Jeux olympiques de Londres

### Cyclisme sur piste

#### Championnats du monde
- Apeldoorn 2011
  - 6e de la poursuite par équipes

#### Jeux panaméricains
- Jeux panaméricains 2003
  -  Médaillée d'or de la course aux points
  -  Médaillée de bronze de la poursuite

#### Championnats nationaux
- Championne du Canada de poursuite : 2002
- Championne du Canada du scratch : 2002

## Porte-parole pour la conservation du patrimoine naturel
Depuis 2006, Clara Hugues est porte-parole pour la Campagne régionale pour la protection de la chaîne des monts Sutton au Québec, menée par Conservation de la nature Canada. Résidente de la région, habitant à Glen Sutton, elle apporte son soutien à la protection du patrimoine naturel de sa région.

## Distinction
- 2006 - Médaille d'honneur de l'Assemblée nationale[17]